# Alejandro Grimaldo
Alejandro Grimaldo García (Valencia, 20 settembre 1995) è un calciatore spagnolo, difensore del Bayer Leverkusen e della nazionale spagnola, con cui è stato campione d'Europa nel 2024.

## Caratteristiche tecniche
È un terzino sinistro in grado di svolgere con efficacia entrambe le fasi di gioco, è un calciatore tecnico, ritenuto uno dei difensori spagnoli più forti della sua generazione, possiede un buon controllo di palla, è abile nel dribbling ma anche negli interventi difensivi. Preciso nel servire cross ai compagni inoltre sa segnare sfruttando precisione e potenza di tiro, inoltre è competente anche nei calci piazzati infatti è in grado di trovare il gol tramire le punizioni.

## Carriera

### Club

#### Barcellona e Benfica
Entra nel settore giovanile del Barcellona nel 2008, all'età di 13 anni. Il 4 settembre 2011 esordisce con la formazione riserve contro il FC Cartagena (4-0 per i blaugrana), diventando (all'età di 15 anni e 349 giorni) il giocatore più giovane ad esordire in una partita di Segunda División.
Il 29 dicembre 2015 passa al Benfica in cambio di 1.5 milioni di euro, firmando un accordo valido fino al 2021. Il 13 settembre 2016 esordisce in UEFA Champions League contro il Beşiktaş (1-1), incontro inaugurale della fase a gironi. Vince l'edizione 2016-2017 del campionato segnando un gol battendo per 4-0 il Feirense, realizza anche la rete del 2-0 sconfiggendo il Belenenses.
Riesce a segnare il suo primo gol in Champions League nella vittoria per 3-2 l'AEK, invece durante l'Europa League realizza la rete del 3-0 vincendo contro la Dinamo Zagabria. Grimaldo sigla un gol nella Supercoppa del Portogallo vinta per 5-0 ai danni dello Sporting Lisbona.
Vince l'edizione 2018-2019 del campionato, Grimaldo realizza un gol sconfiggendo per 6-2 il Sporting Braga, segna la rete del 5-1 prevalendo contro il Boavista, inoltre nella schiacciante vittoria per 10-0 contro il CD Nacional Grimaldo segna il primo gol del match durante il minuto iniziale della partita. Vince anche l'edizione 2022-2023 del campionato dove realizza una rete nel successo per 5-0 per il Chaves, segna un gol anche contro il Portimonense vincendo per 5-1, sigla una rete sia contro il Gil Vicente che il Paços de Ferreira vincendo per 2-0 entrambe le partite, l'ultimo gol lo segna contro il Santa Clara con una vittoria per 3-0. Durante la Champions League segna una rete sconfiggendo per 6-1 il Maccabi Haifa.

#### Bayer Leverkusen
Il 15 maggio 2023 viene annunciato il suo acquisto da parte del Bayer Leverkusen, compagine con cui sigla un contratto quadriennale. Durante la sua prima stagione, nel campionato segna il suo primo gol nel pareggio per 2-2 Bayern Monaco, realizza una rete sconfiggendo per 4-0 l'Union Berlin, sigla un gol pure contro il Werder Brema vincendo per 3-0, è autore di una doppietta prevalendo per 3-2 contro l'Hoffenheim, l'ultimo gol lo segna contro il Bochum con la rete del 5-0: al termine della stagione mette a segno 10 goal e 13 assist, vincendo una Bundesliga. Conquista la vittoria della Coppa di Germania che si è conclusa per 1-0 contro il Kaiserslautern dove Grimaldo parte da titolare.
Durante l'Europa League realizza una doppietta sconfiggendo per 5-1 il Qarabağ. Nella Champions League Grimaldo sigla un gol nel successo per 4-0 contro il Feyenoord, un'altra rele la segna battendo per 5-0 il Salisburgo.

### Nazionale
Nel 2012 ha preso parte agli Europei Under-19 in Estonia, competizione vinta dalla selezione spagnola.
Il 10 novembre 2023 viene convocato per la prima volta in nazionale maggiore, con cui esordisce 6 giorni dopo nella sfida vinta 1-3 in casa di Cipro.
Non trova poi molto spazio in nazionale perché il ct Luis de la Fuente gli preferisce Marc Cucurella

## Statistiche

### Presenze e reti nei club
Statistiche aggiornate al 22 febbraio 2025.
| Stagione                | Squadra                 | Campionato              | Campionato | Campionato | Coppe nazionali | Coppe nazionali | Coppe nazionali | Coppe continentali | Coppe continentali | Coppe continentali | Altre coppe | Altre coppe | Altre coppe | Totale | Totale |
| Stagione                | Squadra                 | Comp                    | Pres       | Reti       | Comp            | Pres            | Reti            | Comp               | Pres               | Reti               | Comp        | Pres        | Reti        | Pres   | Reti   |
| ----------------------- | ----------------------- | ----------------------- | ---------- | ---------- | --------------- | --------------- | --------------- | ------------------ | ------------------ | ------------------ | ----------- | ----------- | ----------- | ------ | ------ |
| 2011-2012               | Barcellona B            | SD                      | 1          | 0          | -               | -               | -               | -                  | -                  | -                  | -           | -           | -           | 1      | 0      |
| 2012-2013               | Barcellona B            | SD                      | 24         | 0          | -               | -               | -               | -                  | -                  | -                  | -           | -           | -           | 24     | 0      |
| 2013-2014               | Barcellona B            | SD                      | 14         | 0          | -               | -               | -               | -                  | -                  | -                  | -           | -           | -           | 14     | 0      |
| 2014-2015               | Barcellona B            | SD                      | 36         | 4          | -               | -               | -               | -                  | -                  | -                  | -           | -           | -           | 36     | 4      |
| 2015-gen. 2016          | Barcellona B            | SDB                     | 17         | 2          | -               | -               | -               | -                  | -                  | -                  | -           | -           | -           | 17     | 2      |
| Totale Barcellona B     | Totale Barcellona B     | Totale Barcellona B     | 92         | 6          |                 | -               | -               |                    | -                  | -                  |             | -           | -           | 92     | 6      |
| gen.-giu. 2016          | Benfica                 | PL                      | 2          | 0          | CP+CdL          | 0+3             | 0               | UCL                | 0                  | 0                  | SP          | -           | -           | 5      | 0      |
| 2016-2017               | Benfica                 | PL                      | 14         | 2          | CP+CdL          | 2+0             | 0               | UCL                | 4                  | 0                  | SP          | 1           | 0           | 21     | 2      |
| 2017-2018               | Benfica                 | PL                      | 28         | 1          | CP+CdL          | 3+1             | 0               | UCL                | 4                  | 0                  | SP          | 1           | 0           | 37     | 1      |
| 2018-2019               | Benfica                 | PL                      | 34         | 4          | CP+CdL          | 4+1             | 0               | UCL+UEL            | 10+5               | 2+1                | -           | -           | -           | 54     | 7      |
| 2019-2020               | Benfica                 | PL                      | 26         | 0          | CP+CdL          | 6+0             | 0               | UCL+UEL            | 6+2                | 0                  | SP          | 1           | 1           | 41     | 1      |
| 2020-2021               | Benfica                 | PL                      | 31         | 2          | CP+CdL          | 4+0             | 0               | UCL+UEL            | 1+6                | 0                  | SP          | 1           | 0           | 43     | 2      |
| 2021-2022               | Benfica                 | PL                      | 29         | 5          | CP+CdL          | 2+3             | 1+0             | UCL                | 14                 | 0                  | -           | -           | -           | 48     | 6      |
| 2022-2023               | Benfica                 | PL                      | 33         | 5          | CP+CdL          | 4+3             | 1+0             | UCL                | 14                 | 2                  | -           | -           | -           | 54     | 8      |
| Totale Benfica          | Totale Benfica          | Totale Benfica          | 197        | 19         |                 | 36              | 2               |                    | 66                 | 5                  |             | 4           | 1           | 303    | 27     |
| 2023-2024               | Bayer Leverkusen        | BL                      | 33         | 10         | CG              | 6               | 0               | UEL                | 12                 | 2                  | -           | -           | -           | 51     | 12     |
| 2024-2025               | Bayer Leverkusen        | BL                      | 21         | 2          | CG              | 4               | 0               | UCL                | 8                  | 2                  | SG          | 1           | 0           | 34     | 4      |
| Totale Bayer Leverkusen | Totale Bayer Leverkusen | Totale Bayer Leverkusen | 54         | 12         |                 | 10              | 0               |                    | 20                 | 4                  |             | 1           | 0           | 85     | 16     |
| Totale carriera         | Totale carriera         | Totale carriera         | 336        | 37         |                 | 44              | 2               |                    | 84                 | 9                  |             | 5           | 1           | 469    | 49     |

### Cronologia presenze e reti in nazionale
| Cronologia completa delle presenze e delle reti in nazionale ― Spagna | Cronologia completa delle presenze e delle reti in nazionale ― Spagna | Cronologia completa delle presenze e delle reti in nazionale ― Spagna | Cronologia completa delle presenze e delle reti in nazionale ― Spagna | Cronologia completa delle presenze e delle reti in nazionale ― Spagna | Cronologia completa delle presenze e delle reti in nazionale ― Spagna | Cronologia completa delle presenze e delle reti in nazionale ― Spagna | Cronologia completa delle presenze e delle reti in nazionale ― Spagna |
| Data                                                                  | Città                                                                 | In casa                                                               | Risultato                                                             | Ospiti                                                                | Competizione                                                          | Reti                                                                  | Note                                                                  |
| --------------------------------------------------------------------- | --------------------------------------------------------------------- | --------------------------------------------------------------------- | --------------------------------------------------------------------- | --------------------------------------------------------------------- | --------------------------------------------------------------------- | --------------------------------------------------------------------- | --------------------------------------------------------------------- |
| 16-11-2023                                                            | Limassol                                                              | Cipro                                                                 | 1 – 3                                                                 | Spagna                                                                | Qual. Euro 2024                                                       | -                                                                     |                                                                       |
| 22-3-2024                                                             | Londra                                                                | Spagna                                                                | 0 – 1                                                                 | Colombia                                                              | Amichevole                                                            | -                                                                     |                                                                       |
| 5-6-2024                                                              | Badajoz                                                               | Spagna                                                                | 5 – 0                                                                 | Andorra                                                               | Amichevole                                                            | -                                                                     | 46’                                                                   |
| 8-6-2024                                                              | Palma di Maiorca                                                      | Spagna                                                                | 5 – 1                                                                 | Irlanda del Nord                                                      | Amichevole                                                            | -                                                                     | 46’                                                                   |
| 24-6-2024                                                             | Düsseldorf                                                            | Albania                                                               | 0 – 1                                                                 | Spagna                                                                | Euro 2024 - 1º turno                                                  | -                                                                     |                                                                       |
| 30-6-2024                                                             | Colonia                                                               | Spagna                                                                | 4 – 1                                                                 | Georgia                                                               | Euro 2024 - Ottavi di finale                                          | -                                                                     | 66’                                                                   |
| 5-9-2024                                                              | Belgrado                                                              | Serbia                                                                | 0 – 0                                                                 | Spagna                                                                | UEFA Nations League 2024-2025 - 1º turno                              | -                                                                     | 56’                                                                   |
| 8-9-2024                                                              | Ginevra                                                               | Svizzera                                                              | 1 – 4                                                                 | Spagna                                                                | UEFA Nations League 2024-2025 - 1º turno                              | -                                                                     |                                                                       |
| 12-10-2024                                                            | Murcia                                                                | Spagna                                                                | 1 – 0                                                                 | Danimarca                                                             | UEFA Nations League 2024-2025 - 1º turno                              | -                                                                     |                                                                       |
| 18-11-2024                                                            | Santa Cruz de Tenerife                                                | Spagna                                                                | 3 – 2                                                                 | Svizzera                                                              | UEFA Nations League 2024-2025 - 1º turno                              | -                                                                     |                                                                       |
| Totale                                                                |                                                                       | Presenze                                                              | 10                                                                    |                                                                       | Reti                                                                  | 0                                                                     |                                                                       |

## Palmarès

### Club
- Campionato portoghese: 4

Benfica: 2015-2016, 2016-2017, 2018-2019, 2022-2023
- Coppa del Portogallo: 1

Benfica: 2016-2017
- Coppa di Lega portoghese: 1

Benfica: 2015-2016
- Supercoppa di Portogallo: 3

Benfica: 2016, 2017, 2019
- Campionato tedesco: 1

Bayer Leverkusen: 2023-2024
- Coppa di Germania: 1

Bayer Leverkusen: 2023-2024
- Supercoppa di Germania: 1

Bayer Leverkusen: 2024

### Nazionale
- Campionato europeo Under-19: 1

Estonia 2012
- Campionato d'Europa: 1

Germania 2024

### Individuale
- Squadra della stagione della UEFA Europa League: 1

2018-2019